# Microananteris abounami
Espèce
Microananteris abounami est une espèce de scorpions de la famille des Ananteridae.

## Distribution
Cette espèce est endémique de Guyane. Elle se rencontre à Papaichton vers Gros Saut.

## Description
La femelle holotype mesure 17,41 mm et le mâle paratype 13,73 mm.

## Systématique et taxinomie
Cette espèce a été décrite par Lourenço et Chevalier en 2022.

## Étymologie
Son nom d'espèce lui a été donné en référence au lieu de sa découverte, le Grand Abounami.

## Publication originale
- Lourenço & Chevalier, 2022 : « A further new species of the genus Microananteris Lourenço, 2003, from French Guiana (Scorpiones, Buthidae). » Bulletin de la Société entomologique de France, vol. 127, no 1, p. 91-99.